# Liza Rowe
Liza Rowe (Florida; 11 de diciembre de 1996) es una actriz pornográfica estadounidense.

## Biografía
Rowe nació en diciembre de 1996 en el estado de Florida, en una familia con ascendencia italiana y afroamericana. En 2015, dos semanas después de cumplir los 18 años, debutó en la industria pornográfica.
Como actriz, ha trabajado para estudios como Evil Angel, Wicked Pictures, Reality Junkies, Digital Sin, Lethal Hardcore, Dark X, Devil's Film, Erotica X, Mile High, Brazzers o Jules Jordan Video.
En 2017 recibió la nominación en los Premios AVN a la Mejor escena de sexo en realidad virtual por Tailgate Tag Team, junto a las actrices Gina Valentina y Kimber Woods.
Ese mismo año, en los Premios XBIZ también estuvo nominada a Mejor actriz revelación.
Ha rodado más de 230 películas.

## Premios y nominaciones
| Año  | Ceremonia         | Resultado | Premio                                        | Trabajo                |
| ---- | ----------------- | --------- | --------------------------------------------- | ---------------------- |
| 2017 | Premios AVN       | Nominada  | Mejor escena de sexo en realidad virtual      | Tailgate Tag Team      |
| 2017 | Premios AVN       | Nominada  | Premio fan: Debutante más caliente            | —                      |
| 2017 | Premios XBIZ      | Nominada  | Mejor actriz revelación                       | —                      |
| 2018 | Premios AVN       | Nominada  | Mejor escena de trío H-M-H                    | White Bitch Sandwich 6 |
| 2018 | Spank Bank Awards | Nominada  | POV Perfectionist of the Year                 | —                      |
| 2018 | Spank Bank Awards | Nominada  | Tightest Vag                                  | —                      |
| 2018 | Premios XBIZ      | Nominada  | Mejor escena de sexo en película gonzo        | Super Cute 6           |
| 2018 | Premios XBIZ      | Nominada  | Mejor escena de sexo en película de todo sexo | TFSN Cheerleaders      |
| 2018 | Premios XBIZ      | Nominada  | Mejor escena de sexo en película vignette     | Threesome Encounters   |
| 2018 | Premios XBIZ      | Nominada  | Mejor escena de sexo en película tabú         | Hustler's Family Swap  |